# Huillé
Huillé korábbi község Franciaország Loire mente régiójában, Maine-et-Loire megyében. 2019. január 1-jén Lézigné községgel egyesült és Huillé-Lézigné új község része lett.
Lakosainak száma 556 fő (2018. január 1.). Huillé Baracé, Daumeray, Durtal, Lézigné és Seiches-sur-le-Loir községekkel határos.

## Népesség
A település népességének változása:
| Lakosok száma | 491  | 384  | 361  | 406  | 480  | 530  | 543  | 561  | 557  | 556  |
|               | 1968 | 1975 | 1982 | 1999 | 2006 | 2011 | 2013 | 2016 | 2017 | 2018 |